# Don Amendolia
Don Amendolia (Glassboro, 1º febbraio 1945) è un attore statunitense.

## Filmografia parziale

### Cinema
- Senza traccia (Without a Trace), regia di Stanley R. Jaffe (1983)
- Il segreto del mio successo (The Secret of My Success), regia di Herbert Ross (1987)
- Fusi di testa (Wayne's World), regia di Penelope Spheeris (1992)
- Fearless - Senza paura (Fearless), regia di Peter Weir (1993)
- Ed Wood, regia di Tim Burton (1994)
- Babysitter (Twin Sitters), regia di John Paragon (1994)
- Il profumo del mosto selvatico (A Walk in the Clouds), regia di Alfonso Arau (1995)
- Boogie Nights - L'altra Hollywood (Boogie Nights), regia di Paul Thomas Anderson (1997)
- Bounce, regia di Don Roos (2000)

### Televisione
- I Ryan (Ryan's Hope) - serie TV, 3 episodi (1981)
- Cin cin (Cheers) - serie TV, un episodio (1983)
- Mama Malone - serie TV, 13 episodi (1984)
- Casa Keaton (Family Ties) - serie TV, un episodio (1988)
- Bravo Dick (Newhart) - serie TV, un episodio (1988)
- Giudice di notte (Night Court) - serie TV, 3 episodi (1988-1992)
- It's Garry Shandling's Show - serie TV, 3 episodi (1989-1990)
- Quattro donne in carriera (Designing Women) - serie TV, un episodio (1990)
- Cop Rock - serie TV, un episodio (1990)
- I segreti di Twin Peaks (Twin Peaks) - serie TV, 5 episodi (1990)
- La famiglia Hogan (The Hogan Family) - serie TV, un episodio (1991)
- Balki e Larry - Due perfetti americani (Perfect Strangers) - serie TV, un episodio (1991)
- Willy, il principe di Bel-Air (The Fresh Prince of Bel-Air) - serie TV, un episodio (1991)
- Una famiglia come le altre (Life Goes On) - serie TV, un episodio (1991)
- L.A. Law - Avvocati a Los Angeles (L.A. Law) - serie TV, un episodio (1993)
- Frasier - serie TV, un episodio (1994)
- Il tempo della nostra vita (Days of Our Lives) - serie TV, 3 episodi (1994-1995)
- Seinfeld - serie TV, un episodio (1996)
- Ellen - serie TV, un episodio (1996)
- La famiglia Pellet (In-Laws) - serie TV, un episodio (2002)
- Law & Order: Criminal Intent - serie TV, un episodio (2003)
- Law & Order - I due volti della giustizia (Law & Order) - serie TV, un episodio (2004)

## Doppiatori italiani
Nelle versioni in italiano delle opere in cui ha recitato, Don Amendolia è stato doppiato da:
- Domenico Crescentini ne I segreti di Twin Peaks (ep. 1x06-1x07)
- Carlo Reali ne I segreti di Twin Peaks (ep. 2x02-2x04)
- Sergio Matteucci in Boogie Nights - L'altra Hollywood
- Enrico Bertorelli in Law & Order: Criminal Intent